# Mistrzostwa Świata w Piłce Nożnej 2026 (eliminacje strefy AFC)/Grupa I
W Grupie I drugiej rundy eliminacji do Mistrzostw Świata 2026 biorą udział następujące zespoły:
- Australia
- Palestyna
- Liban
- Bangladesz (zwycięzca dwumeczu z  Malediwami w pierwszej rundzie eliminacji)

## Tabela
| Lp. | Drużyna    | M | Z | R | P | B+ | B– | +/– | Pkt | Kwalifikacja            |     | Australia |     | Liban | Bangladesz |
| --- | ---------- | - | - | - | - | -- | -- | --- | --- | ----------------------- | --- | --------- | --- | ----- | ---------- |
| 1   | Australia  | 6 | 6 | 0 | 0 | 22 | 0  | +22 | 18  | Awans do trzeciej rundy |     |           | 5–0 | 2–0   | 7–0        |
| 2   | Palestyna  | 6 | 2 | 2 | 2 | 6  | 6  | 0   | 8   | Awans do trzeciej rundy |     | 0–1       |     | 0–0   | 5–0        |
| 3   | Liban      | 6 | 1 | 3 | 2 | 5  | 8  | −3  | 6   |                         |     | 0–5       | 0–0 |       | 4–0        |
| 4   | Bangladesz | 6 | 0 | 1 | 5 | 1  | 20 | −19 | 1   |                         | 0–2 | 0–1       | 1–1 |       |            |

## Wyniki
| 16 listopada 202310:00 CET | Australia                                                          | 7:0(4:0) | Bangladesz | Melbourne Rectangular Stadium, Melbourne Widzów: 20 876 Sędzia: Akhrol Riskullaev |
| 16 listopada 202310:00 CET | Souttar 4' · Borrello 20' · Duke 37', 40' · Maclaren 48', 70', 84' | 7:0(4:0) |            | Melbourne Rectangular Stadium, Melbourne Widzów: 20 876 Sędzia: Akhrol Riskullaev |

| 16 listopada 202315:00 CET | Liban | 0:0(0:0) | Palestyna | Stad Chalid Ibn Muhammad, Szardża (Zjednoczone Emiraty Arabskie) Widzów: 200 Sędzia: Adham Makhadmeh |
| 16 listopada 202315:00 CET |       | 0:0(0:0) |           | Stad Chalid Ibn Muhammad, Szardża (Zjednoczone Emiraty Arabskie) Widzów: 200 Sędzia: Adham Makhadmeh |

| 21 listopada 202312:45 CET | Bangladesz   | 1:1(0:0) | Liban     | Bashundhara Kings Arena, Dhaka Widzów: 6 297 Sędzia: Kim Dae-yong |
| 21 listopada 202312:45 CET | Morsalin 72' | 1:1(0:0) | 67' Osman | Bashundhara Kings Arena, Dhaka Widzów: 6 297 Sędzia: Kim Dae-yong |

| 21 listopada 202315:00 CET | Palestyna   | 0:1(0:1) | Australia | Jaber Al-Ahmad Stadium, m. Kuwejt (Kuwejt) Widzów: 14 537 Sędzia: Qasim Al-Hatmi |
| 21 listopada 202315:00 CET | 18' Souttar | 0:1(0:1) |           | Jaber Al-Ahmad Stadium, m. Kuwejt (Kuwejt) Widzów: 14 537 Sędzia: Qasim Al-Hatmi |

| 21 marca 202410:10 CET | Australia              | 2:0(1:0) | Liban | Western Sydney Stadium, Parramatta Widzów: 27 026 Sędzia: Khamis Al-Marri |
| 21 marca 202410:10 CET | Baccus 5' · Rowles 54' | 2:0(1:0) |       | Western Sydney Stadium, Parramatta Widzów: 27 026 Sędzia: Khamis Al-Marri |

| 21 marca 202419:30 CET | Palestyna                                    | 5:0(2:0) | Bangladesz | Jaber Al-Ahmad Stadium, Kuwejt Widzów: 37 432 Sędzia: Shen Yinhao |
| 21 marca 202419:30 CET | Dabbagh 43', 53', 77' · S. Qunbar 45+1', 49' | 5:0(2:0) |            | Jaber Al-Ahmad Stadium, Kuwejt Widzów: 37 432 Sędzia: Shen Yinhao |

| 26 marca 202409:45 CET | Liban                                                        | 0:5(0:1) | Australia | Canberra Stadium, Canberra Widzów: 25 023 Sędzia: Mooud Bonyadifard |
| 26 marca 202409:45 CET | 2' Yengi · 47' (sam.) Jradi · 48', 81' Goodwin · 68' Iredale | 0:5(0:1) |           | Canberra Stadium, Canberra Widzów: 25 023 Sędzia: Mooud Bonyadifard |

| 26 marca 202410:30 CET | Bangladesz      | 0:1(0:0) | Palestyna | Bashundhara Kings Arena, Dhaka Widzów: 5 195 Sędzia: Nasrullo Kabirov |
| 26 marca 202410:30 CET | 90+4' Termanini | 0:1(0:0) |           | Bashundhara Kings Arena, Dhaka Widzów: 5 195 Sędzia: Nasrullo Kabirov |

| 6 czerwca 202412:45 CEST | Bangladesz              | 0:2(0:1) | Australia | Bashundhara Kings Arena, Dhaka Widzów: 5 227 Sędzia: Jansen Foo |
| 6 czerwca 202412:45 CEST | 29' Hrustić · 62' Yengi | 0:2(0:1) |           | Bashundhara Kings Arena, Dhaka Widzów: 5 227 Sędzia: Jansen Foo |

| 6 czerwca 202418:00 CEST | Palestyna | 0:0(0:0) | Liban | Jassim Bin Hamad Stadium, Doha Widzów: 2 428 Sędzia: Abdulrahman Al-Jassim |
| 6 czerwca 202418:00 CEST |           | 0:0(0:0) |       | Jassim Bin Hamad Stadium, Doha Widzów: 2 428 Sędzia: Abdulrahman Al-Jassim |

| 11 czerwca 202418:00 CEST | Liban                                | 4:0(2:0) | Bangladesz | Stadion Międzynarodowy Chalifa, Doha Widzów: 13 721 Sędzia: Razlan Joffri Ali |
| 11 czerwca 202418:00 CEST | Matuk 5' (k), 49', 60' · Matar 45+2' | 4:0(2:0) |            | Stadion Międzynarodowy Chalifa, Doha Widzów: 13 721 Sędzia: Razlan Joffri Ali |

| 11 czerwca 202414:10 CEST | Australia                                                       | 5:0(3:0) | Palestyna | Perth Oval, Perth Sędzia: Khalid Saleh Al Turais |
| 11 czerwca 202414:10 CEST | Yengi 5' (k), 41' · Taggart 26' · Boyle 53' · Irankunda 87' (k) | 5:0(3:0) |           | Perth Oval, Perth Sędzia: Khalid Saleh Al Turais |

## Strzelcy

### 4 gole
- Kusini Yengi

### 3 gole
- Jamie Maclaren
- Hasan Matuk
- Oday Dabbagh

### 2 gole
- Mitchell Duke
- Craig Goodwin
- Harry Souttar
- Shehab Qunbar

### 1 gol
- Keanu Baccus
- Brandon Borrello
- Martin Boyle
- Ajdin Hrustić
- Nestory Irankunda
- John Iredale
- Kye Rowles
- Adam Taggart
- Shekh Morsalin
- Nader Matar
- Majed Osman
- Michel Termanini

### Gole samobójcze
- Bassel Jradi (dla  Australii)